# Otrovna Ivy (DC Comics)
Dr. Pamela Lillian Isley, poznatija kao Otrovna Ivy je izmišljeni lik, supernegativka u stripovima koje izdaje DC Comics. Otrovnu Ivy se prikazuje kao jednog of svjetskih najuspješnijih eko-terorista. Opsjednuta je biljkama, botanikom, i zaštitom okoliša. Koristi otrove i feromone iz biljaka za svoje kriminalne aktivnosti, koji su često usmjereni zaštiti prirode. Najpoznatija je kao neprijatelj Batmana i pokazala se kao jedan od njegovih najvećih protivnika. U filmu Batman i Robin iz 1997. glumila ju je Uma Thurman. IGN-ov popis 100 najvećih stripovskih negativaca svih vremena stavlja Otrovnu Ivy na 64. mjesto.